# アレマニア・アーヘン
アレマニア・アーヘン（Aachener Turn und Sportverein Alemannia 1900 e. V.）は、ドイツ・ノルトライン＝ヴェストファーレン州・アーヘンに本拠地を置くサッカークラブである。

## 概要
1900年に創設されたFCアレマニア・アーヘン（FC Alemannia Aachen）が現チームの起源となる。ブンデスリーガ発足後は、1968-69シーズンに準優勝を果たした。しかし、翌年に突然失速して2部リーグに降格してしまった。その後、リーグの制度変更があったものの、ほぼ20年間2部リーグに在籍した。1990年にさらに降格したが、1999年に2部へ復帰した。
国内のカップ戦（DFBポカール）では、3度の準優勝を果たしている。近年でも、2004年に、ブンデスリーガ2部のチームでありながら決勝戦に進出した。決勝でヴェルダー・ブレーメンに2対3で敗れたものの、この活躍はサポーターを大いに喜ばせることになった。
04-05シーズンはDFBポカール準優勝で得られたUEFAカップ出場資格を引っ提げ（優勝したヴェルダー・ブレーメンがUEFAチャンピオンズリーグの出場資格を既に得ていたため）2部所属のチームとして唯一UEFAカップのベスト32まで勝ち抜く快挙を成し遂げ、このシーズンでの1部復帰こそ逃したもののクラブが上昇気流に乗りつつあることを示した。そして05-06シーズン、4月16日に36年ぶりの1部復帰を決めた。
06-07シーズンはホーム・ティヴォリで昨シーズン王者バイエルン・ミュンヘンを撃破するなどの見せ場を作るも終盤に失速、17位に終わり目標の残留は叶わなかった。2007年6月、元ドイツ代表DFで前浦和レッズ監督のギド・ブッフバルトが監督に就任したが、成績が中位に甘んじた事等が経営陣の不興を買い、わずか半年で解任された。
その後2012-13シーズンに3部降格し、折からの不況の影響も重なり経営難となり2012年11月23日破産に追い込まれ、翌2013-14シーズンはレギオナルリーガ（4部）への降格処分となった。
しかしチームの財政状況はその後も好転せず、2017年3月21日に地元裁判所に2度目の破産申し立てを行い、存続が厳しい状況となった。
チーム愛称の「Kartoffelkäfer」は昆虫コロラドハムシ（英名: Colorado potato beetle）のことで、ユニフォームの色がコロラドハムシと同じ黒と黄であることに由来する。

## タイトル

### 国内タイトル
なし

### 国際タイトル
なし

## 過去の成績
- 2000-2001 ブンデスリーガ2部 10位
- 2001-2002 ブンデスリーガ2部 14位
- 2002-2003 ブンデスリーガ2部 6位
- 2003-2004 ブンデスリーガ2部 6位
- 2004-2005 ブンデスリーガ2部 6位
- 2005-2006 ブンデスリーガ2部 2位 昇格
- 2006-2007 ブンデスリーガ1部 17位 降格
- 2007-2008 ブンデスリーガ2部 7位
- 2008-2009 ブンデスリーガ2部 4位
- 2009-2010 ブンデスリーガ2部 13位
- 2010-2011 ブンデスリーガ2部 10位
- 2011-2012 ブンデスリーガ2部 17位 降格
- 2012-2013 ブンデスリーガ3部 18位 破産により降格処分
- 2013-2014 レギオナルリーガ西部 13位
- 2014-2015 レギオナルリーガ西部 2位
- 2015-2016 レギオナルリーガ西部 7位
- 2016-2017 レギオナルリーガ西部 7位
- 2017-2018 レギオナルリーガ西部 6位
- 2018-2019 レギオナルリーガ西部 6位
- 2019-2020 レギオナルリーガ西部 キャンセル
- 2020-2021 レギオナルリーガ西部 14位
- 2021-2022 レギオナルリーガ西部 12位
- 2022-2023 レギオナルリーガ西部 8位
- 2023-2024 レギオナルリーガ西部 1位昇格
- 2024-2025 3. リーガ 12位

## 歴代監督
- ヨルク・ベルガー 2001-2004
- ディーター・ヘッキング 2004-2006
- ミヒャエル・フロンツェック 2006-2007
- ギド・ブッフバルト 2007-2007.11
- ペーテル・ヒュバラ 2010-2011
- フリードヘルム・フンケル 2011-2012

## 歴代所属選手
- ユップ・デアヴァル 1949-1953
- トルステン・フリンクス 1994-1996
- マーク・ルダン 2000-2002
- エリク・マイヤー 2003-2006
- ヤン・シュラウドラフ 2004-2007
- クリス・イウェルモ 2005
- ダニエル・アトルング 2009-2010
- 村上範和 2012-2013
- 吉原正人 2013-2014
- 福留健吾 2013-2015
- 伊藤卓 2014-2016
- 小田垣旋 2016-2017